# Bundesgymnasium und Bundesrealgymnasium Hallein
Das BG/BRG Hallein ist ein österreichisches Gymnasium in Hallein mit naturwissenschaftlichem und sprachlichem Schwerpunkt.

## Geschichte

### Expositur
Auf Initiative von Edmund Stierschneider (Professor, akademischer Maler, Gründer der Halleiner Zeitung) wurde 1954 in Hallein eine Expositur des Bundesrealgymnasiums Salzburg gegründet. Ausgangssituation war ein Unterangebot an Schulplätzen in den Gymnasien der Stadt Salzburg und die Probleme der Tennengauer Fahrschüler. So mussten diese in hoffnungslos überfüllten Zügen bei jeder Witterung auf freiliegenden Plattformen an den beiden Waggonenden Platz finden. Um seinen Forderungen Nachdruck zu verleihen, gründete Stierschneider die Halleiner Zeitung. Gemeinsam mit Friedrich Jacoby und weiteren Mitstreitern wurde der Verein Realgymnasium Hallein gegründet und die Behörden in Stadt, Land und Bund kontaktiert.
Die Landesschulbehörde stellte die Lehrer bereit, das Schulhaus – provisorisch untergebracht im Kolpinghaus am Schöndorferplatz – wurde mit Mitteln des Vereins und der Stadt Hallein eingerichtet und betrieben.
Als endgültiger Schulstandort fand man ein Areal am Georgsberg, auf dem sich das 1943 während des Krieges abgebrannte Augustinerkloster befand.

### Eigenständiges Gymnasium
1961 entstand aus der Expositur des Bundesrealgymnasiums Salzburg ein eigenständiges Gymnasium in Hallein. Im Herbst 1965 konnte der Schulneubau auf dem Georgsberg eröffnet werden.
In den 1980er Jahren wurde das Schulgebäude zu klein, sodass an mehreren zusätzlichen provisorischen Standorten in der Stadt Hallein unterrichtet wurde. Daher begann man in den 1990er Jahren mit einem Erweiterungsbau, der 1994 eröffnet wurde und die provisorischen Standorte ablöste.
In den 2010er Jahren wurden Einbauten für Sicherheit und Barrierefreiheit getätigt. 2015 beziehungsweise 2016 erfolgte eine Generalsanierung der Turnhallen.

## Schulleitbild
Auf Wunsch des Landesschulrates wurde 2004 ein Schulleitbild erstellt, das den ganzheitlichen Bildungsauftrag als auch einen lebendigen Prozess für die Schulentwicklung als Mittelpunkt sieht:
- fundierte und ausgewogene Allgemeinbildung vermitteln
- Toleranz und Wertschätzung im Umgang miteinander entwickeln
- Fähigkeiten fördern, um soziale Konflikte zu lösen
- Kompetenz zur Teilnahme am politischen Leben erlangen
- Verständnis für die Verschiedenheit der Kulturen im regionalen Raum wecken
- Förderung und Unterstützung von besonderen Begabungen

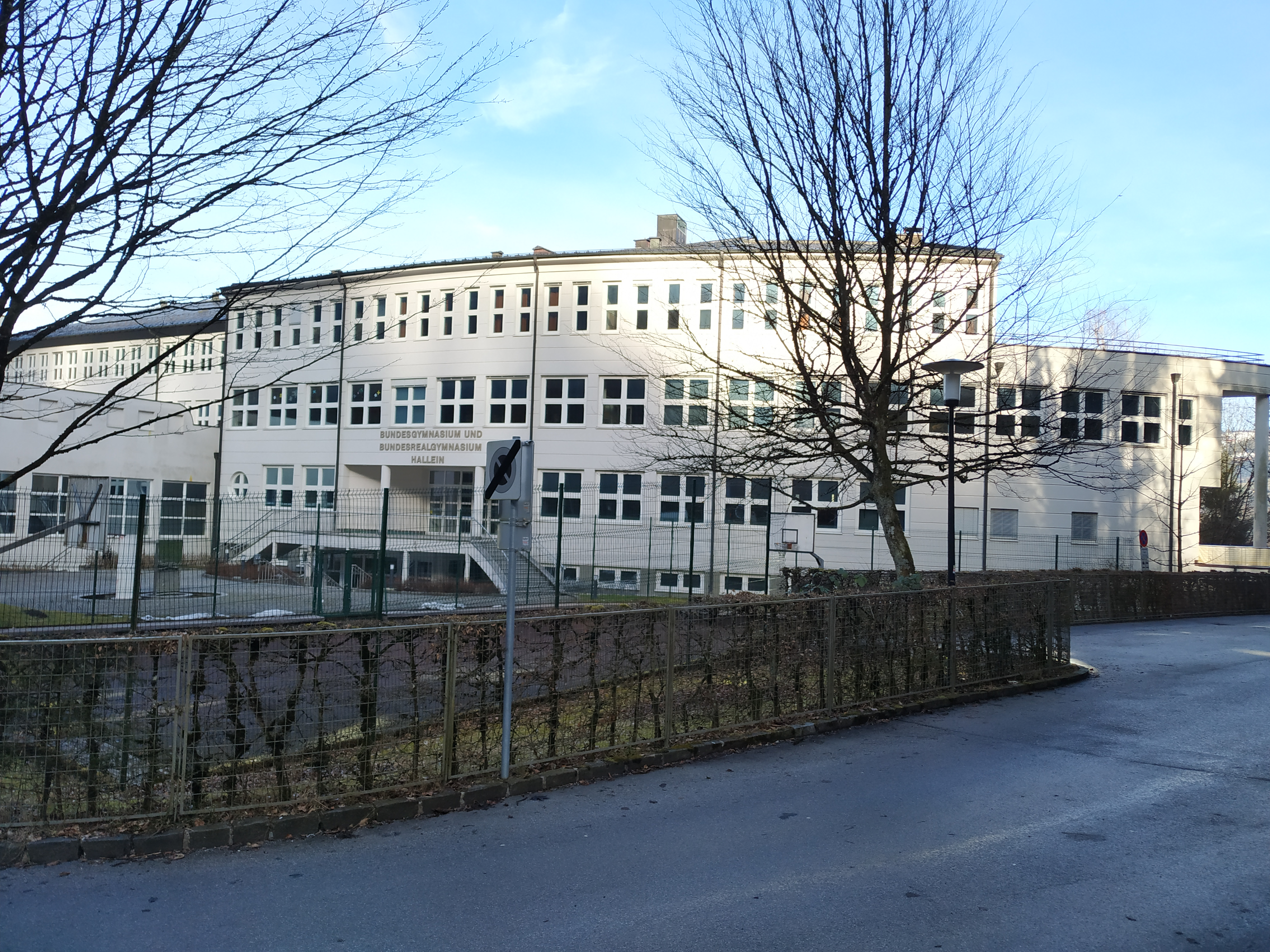
BG/BRG Hallein

## Leitung
- 1954–1978 Hans Seywald (1954–1961 als Leiter der Expositur Hallein des BRG Salzburg)
- 1978–1988 Ernst Nowotny
- 1988–2002 Hans Gecek
- 2002–2011 Karl Sindinger
- 2012–2019 Matthias Meisl (erster Eigenbaudirektor, Schüler am BG/BRG Hallein ab 1965, Lehrer am BG/BRG Hallein ab 1987)[9]
- 2019–2020 Irene Thelen-Schaefer[10]
- seit 2020 Johannes Bitzinger[11][12]